# Sundowning
Sundowning é o álbum de estreia da banda inglesa de rock anônima Sleep Token. Gravado no G1 Productions em Wells, Somerset, foi produzido por George Lever e lançado em 21 de novembro de 2019 como o primeiro lançamento da banda pela Spinefarm Records.

## Antecedentes
Após o lançamento de três singles independentes ("Jaws", uma versão de "Hey Ya" de Outkast e "The Way That You Were") em 2018, o Sleep Token assinou com a gravadora Spinefarm Records, do Universal Music Group, em 2019. Junto com o anúncio do contrato em junho, a banda também anunciou Sundowning e lançou a música de abertura do álbum, "The Night Does Not Belong to God". A cada duas semanas após isso, a próxima música na lista de faixas do álbum era lançada no YouTube no horário do pôr do sol no Reino Unido. Cada faixa recebeu seu próprio emblema e visualizador correspondente, todos contribuindo para a mitologia do álbum.
Em 20 de junho de 2020, sete meses após o lançamento inicial do álbum e no dia do solstício de verão, o Sleep Token lançou uma versão deluxe de Sundowning contendo quatro faixas bônus tocadas inteiramente no piano, intitulada The Room Below. As quatro faixas eram uma nova versão da última faixa do álbum, "Blood Sport" (para a qual também foi lançado um videoclipe), uma nova faixa chamada "Shelter" e versões cover de "When the Party's Over" de Billie Eilish e "I Wanna Dance with Somebody (Who Loves Me)" de Whitney Houston. Em 20 de março de 2022, no equinócio da primavera, uma versão instrumental do álbum original de 12 faixas foi lançada.

## Recepção
| Críticas profissionais | Críticas profissionais |
| Avaliações da crítica  | Avaliações da crítica  |
| Fonte                  | Avaliação              |
| ---------------------- | ---------------------- |
| Distorted Sound        | 10/10                  |
| Kerrang!               | 4/5                    |

Sundowning recebeu críticas geralmente positivas de críticos musicais. A revista Distorted Sound, deu ao álbum uma nota perfeita de 10/10, elogiando-o por fornecer uma "paleta densa" com "beleza pura". Ainda afirmou que Sundowning serviu como uma "redefinição" da música pesada, elogiando vários elementos das faixas e prevendo que seu lançamento levaria a "uma tempestade de sucesso merecido" para a banda. A revista Kerrang!, deu a Sundowning uma nota de quatro em cinco, escrevendo que o álbum apresenta "momentos aqui para realmente saborear e ideias e experiências que parecem únicas". ainda destacou especialmente as músicas "The Offering", "Dark Signs" e "Drag Me Under", mas também observou que "a natureza contínua desse sentimento sombrio entrelaçada com o ritmo lento do grupo começa a arrastar ao longo dos 50 minutos do álbum".
No final de 2019, a Distorted Sound classificou Sundowning como o segundo melhor álbum do ano (atrás apenas de Samsara, de Venom Prison), com a revista escrevendo que "Sundowning provou que [Sleep Token] não são apenas uma moda passageira com sua experimentação fascinante... o produto combinado é uma força a ser reconhecida". Em um artigo publicado pouco depois do lançamento dos primeiros quatro singles de Take Me Back to Eden em janeiro de 2023, a Metal Hammer incluiu "Gods" e "The Offering" em sua lista das melhores músicas do Sleep Token.

## Lista de faixas
Todas as faixas escritas e compostas por Vessel e II, exceto as feixas 7, 11 e 12. 
| Lista de faixas de Sundowning |                                    |         |  |
| N.º                           | Título                             | Duração |  |
| 1.                            | "The Night Does Not Belong to God" | 5:03    |  |
| 2.                            | "The Offering"                     | 5:49    |  |
| 3.                            | "Levitate"                         | 4:58    |  |
| 4.                            | "Dark Signs"                       | 4:28    |  |
| 5.                            | "Higher"                           | 5:21    |  |
| 6.                            | "Take Aim"                         | 3:39    |  |
| 7.                            | "Give"                             | 3:56    |  |
| 8.                            | "Gods"                             | 3:25    |  |
| 9.                            | "Sugar"                            | 4:52    |  |
| 10.                           | "Say That You Will"                | 5:03    |  |
| 11.                           | "Drag Me Under"                    | 3:56    |  |
| 12.                           | "Blood Sport"                      | 4:07    |  |
| Duração total:                | Duração total:                     | 54:37   |  |

| Versão deluxe e faixas bônus |                                                          |         |  |
| N.º                          | Título                                                   | Duração |  |
| 13.                          | "Blood Sport"                                            | 4:15    |  |
| 15.                          | "When the Party's Over" (cover de Billie Eilish)         | 2:26    |  |
| 16.                          | "I Wanna Dance with Somebody" (cover de Whitney Houston) | 2:49    |  |
| Duração total:               | Duração total:                                           | 67:19   |  |

## Produção
- Vessel – vocais, guitarra, teclado, piano
- II – bateria
- George Lever – produção, engenharia, baixo
- Referências

1. ↑  wookubus (21 de junho de 2019). «Sleep Token Sign With Spinefarm, Debut "The Night Does Not Belong To God"». Theprp.com. Consultado em 28 de dezembro de 2023
2. ↑  wookubus (21 de junho de 2019). «Sleep Token Sign With Spinefarm, Debut "The Night Does Not Belong To God"». Theprp.com (em inglês). Consultado em 28 de dezembro de 2023
3. ↑  Peacock, Tim (5 de agosto de 2019). «Sleep Token Release New Track, 'Dark Signs'; Album 'Sundowning' Due In November». uDiscover Music (em inglês). Consultado em 28 de dezembro de 2023
4. ↑  Peacock, Tim (17 de setembro de 2021). «Watch The Video For Sleep Token's Fragile New Single, 'Fall For Me'». uDiscover Music (em inglês). Consultado em 28 de dezembro de 2023
5. ↑  wookubus (21 de junho de 2020). «Sleep Token Release Deluxe Edition Of "Sundowning" With Whitney Houston & Billie Eilish Covers». Theprp.com (em inglês). Consultado em 28 de dezembro de 2023
6. ↑  Weaver, James (22 de junho de 2020). «Sleep Token release deluxe edition of 'Sundowning'». Distorted Sound Magazine (em inglês). Consultado em 28 de dezembro de 2023
7. ↑  wookubus (20 de março de 2022). «Sleep Token Release Instrumental Version Of "Sundowning"». Theprp.com (em inglês). Consultado em 28 de dezembro de 2023
8. ↑  Fella, Daniel (19 November 2019). «Album Review: Sundowning – Sleep Token». Distorted Sound. Consultado em 528 de dezembro de 2023 Verifique data em: |acessodata=, |data= (ajuda)
9. ↑  Shepherd, Tom (22 November 2019). «Album Review: Sleep Token – Sundowning». Kerrang!. Consultado em 28 de dezembro de 2023 Verifique data em: |data= (ajuda)
10. ↑  «Album Review: Sleep Token – Sundowning». Kerrang! (em inglês). 22 de novembro de 2019. Consultado em 28 de dezembro de 2023
11. ↑  Weaver, James (13 de dezembro de 2019). «Distorted Sound's Albums of the Year 2019». Distorted Sound Magazine (em inglês). Consultado em 28 de dezembro de 2023
12. ↑  Hobsonpublished, Rich (26 de janeiro de 2023). «The 10 best Sleep Token songs». louder (em inglês). Consultado em 28 de dezembro de 2023